# Гледіс Джордж
Гледіс Джордж (англ. Gladys George, при народженні Гледіс Клер Еванс (Gladys Clare Evans; 13 вересня 1904, Паттен — 8 грудня 1954, Лос-Анджелес) — американська акторка.

## Біографія
Народилася 13 вересня 1904 року в місті Паттен, штат Мен під час американського турне її батьків, британських театральних акторів.
Гледіс потрапила на сцену в ранньому дитинстві і у 3 роки почала виступати з батьками у водевілі «Трійця Клер». У 1914 році дебютувала на Бродвеї в постановці «Заручини», а через 6 років вперше з'явилася на кіноекрані в драмі «Гарячі долари». Знявшись на початку 1920-х в кількох німих картинах, у 1921 році отримала сильні опіки під час пожежі, і через відновлення її кінокар'єра обірвалася.
У 1922 році одружилася з актором-невдахою Беном Ерве, через 8 років розлучилася. На початку 1930-х Гледіс Джордж знову стала грати на Бродвеї — з протекцією другого чоловіка, Едварда Фоулера, з яким одружилася в 1933 році, — а в 1934 повернулася на екран. У тому ж році уклала контракт з «MGM». У 1936 році знялася в драмі «Відвага — друге ім'я Керрі» (за цю роботу номінована на «Оскар»).
У період з кінця 1930-х до середини 1940-х років графік акторки був досить щільним. Найбільш значними з її робіт були драма 1937 року «Мадам Ікс», історична мелодрама 1938 року «Марія-Антуанетта» (втілила мадам Дюбаррі, з нею грали Норма Ширер, Джон Беррімор і Тайрон Пауер), знята в 1939 році кримінальна драма Рауля Волша «Доля солдата в Америці» і фільм-нуар 1941 року «Мальтійський сокіл», де вона грала з Хамфрі Богартом і Мері Астор. До того часу встигла розлучитися з Фаулером і одружитися з актором Леонардом Пенном.
Далі кар'єра Джордж, якій було вже за сорок, почала згасати. На екрані вона з'являлася все рідше, на другорядних ролях. У 1944 році розійшлася з Пенном і через два роки одружилася з Кеннетаом Бредлі, в 1950 році розлучилася.
На початку 1950-х діагностовано рак горла, і 8 грудня 1954 Гледіс Джонс померла в Лос-Анджелесі у віці 59 років. У деяких джерелах згадується, що її смерть настала в результаті передозування барбітуратами.